# العلاقات السعودية الفاتيكانية
لا توجدعلاقات دبلوماسية رسمية بين المملكة العربية السعودية و الفاتيكان ، ولكن توجد اجتماعات على مستوى عالي بين مسؤولين سعوديين و الكرسي البابوي من أجل تنظيم الحوار بين الأديان ،في نوفمبر زار الملك عبدالله بن عبد العزيز آل سعود البابا بنديكتوس السادس عشر بابا الفاتيكان في زيارة تاريخية أذابت الجمود في العلاقات بين العرب و الفاتيكان .
كما توجد أقلية مسيحية من العمالة الأجنبية في السعودية ة الأراضي السعودية عدا مدينتي مكة المكرمة والمدينة المنورة .